# Salpinga peruviana
Salpinga peruviana är en tvåhjärtbladig växtart som först beskrevs av Célestin Alfred Cogniaux, och fick sitt nu gällande namn av John Julius Wurdack. Salpinga peruviana ingår i släktet Salpinga och familjen Melastomataceae. Inga underarter finns listade i Catalogue of Life.